# Детская поэзия

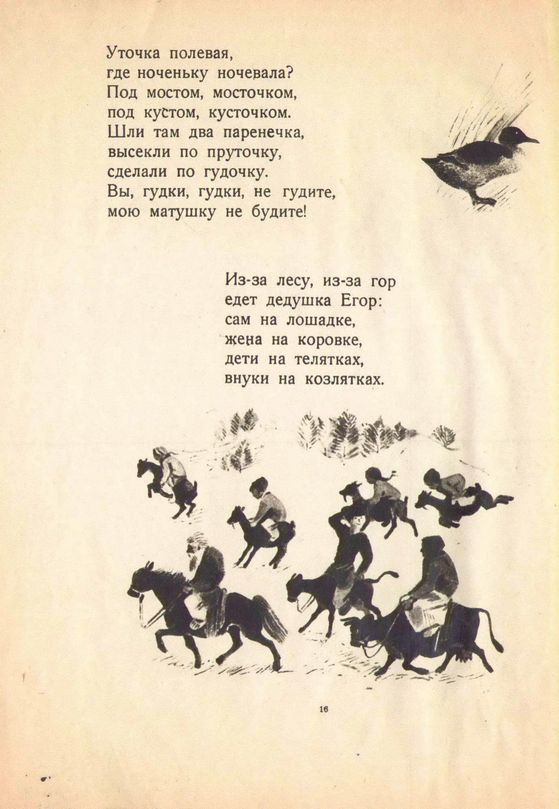
Книга русских народных детских стихов с иллюстрациями Константина Кузнецова

Детская поэзия — стихи, предназначенные для детей.
Задолго до того, как появились произведения профессиональных поэтов, предназначенные для детей, у разных народов существовали колыбельные песни, потешки — песни или стишки, побуждающие ребенка к действию в игровой форме (в русской народной традиции это «Ладушки», «Сорока-ворона»), пестушки — песни или стишки, которые сопровождают действия маленького ребенка («Большие ноги/Пошли по дороге: / Топ, топ, топ,/Топ. Топ, топ. / Маленькие ножки / Побежали по дорожке»). Также у разных народов существовали стихи, которые сочиняли сами дети (часть детского фольклора).
Лишь не ранее XVII века появились книги, написанные специально для детей, в том числе и поэтические. В XIX веке, на фоне интереса к народному творчеству, характерного для романтизма, в разных странах наблюдался расцвет детской поэзии. Так, в Великобритании в 1862 году Кристина Россетти опубликовала свое самое крупное поэтическое произведение — поэму «Базар гоблинов», которая является прежде всего произведением для детей; в 1885 году был издан «Детский цветник стихов» Р.Л. Стивенсона. 
В русской литературе на протяжении XIX века не появилось практически ни одного поэта, писавшего преимущественно для детей и сумевшего приблизить детскую поэзию к уровню поэзии для взрослых (исключением можно считать Петра Ершова, написавшего «Конёк-Горбунок»), однако в детское чтение активно переходили те стихи, которые детям изначально не адресовались (Пушкина, Жуковского).
В начале XX века окончательно сложилось понятие «детская книга» как явление художественного порядка — сочетание текста и иллюстраций. Детская поэзия заговорила от лица ребенка и стала утверждать его право на собственный мир, собственное понимание и осмысление жизни.